# Caprarola
Caprarola település Olaszországban, Viterbo megyében. Lakosainak száma 5155 fő (2023. január 1.). Caprarola Canepina, Carbognano, Nepi, Ronciglione, Vallerano, Vetralla és Viterbo községekkel határos.

## Népesség
A település népessége az elmúlt években az alábbi módon változott:
| Lakosok száma | 5418 | 5395 | 5155 |
|               | 2017 | 2018 | 2023 |

## Filmográfia
- Medici: Masters of Florence (Villa Farnese).[2]